# Command & Conquer: Sole Survivor
Command & Conquer: Sole Survivor è un videogioco strategico in tempo reale derivato dal gioco Command & Conquer: Tiberian Dawn.
Sole Survivor è stato sviluppato per il gioco multiplayer e permette di gestire fino a 51 giocatori contemporaneamente. Ogni giocatore è in possesso di un mezzo della serie Command & Conquer e deve combattere gli altri giocatori presenti nella mappa. Il motore grafico utilizzato è quello di Command & Conquer e quindi la visuale è a volo di uccello e le terre non ancora esplorate non sono visibili nella mappa.
Nella mappa sono dislocati alcuni strumenti in grado di incrementare la potenza, velocità resistenza e potenza di fuoco dei giocatori.